# العلاقات الأنغولية الإسبانية
العلاقات الأنغولية الإسبانية هي العلاقات الثنائية التي تجمع بين أنغولا وإسبانيا.

## مقارنة بين البلدين
هذه مقارنة عامة ومرجعية للدولتين:
| وجه المقارنة                                              | أنغولا           | إسبانيا                                                                             |
| --------------------------------------------------------- | ---------------- | ----------------------------------------------------------------------------------- |
| المساحة (كم2)                                             | 1.25 مليون       | 505.99 ألف                                                                          |
| عدد السكان (نسمة)                                         | 29.78 مليون      | 46.73 مليون                                                                         |
| الكثافة السكانية (ن./كم²)                                 | 23.82            | 92.35                                                                               |
| العاصمة                                                   | لواندا           | مدريد                                                                               |
| اللغة الرسمية                                             | اللغة البرتغالية | اللغة الإسبانية، اللغة الغاليسية، لغة بشكنشية، اللغة الكتالونية، اللغة الأوكسيتانية |
| العملة                                                    | كوانزا أنغولي    | يورو، بيزيتا إسبانية                                                                |
| الناتج المحلي الإجمالي (بليون دولار)                      | 124.21 مليار     | 1.31 تريليون                                                                        |
| الناتج المحلي الإجمالي (تعادل القوة الشرائية) بليون دولار | 184.83 مليار     | 1.77 تريليون                                                                        |
| الناتج المحلي الإجمالي الاسمي للفرد دولار أمريكي          | 4.10 ألف         | 28.16 ألف                                                                           |
| الناتج المحلي الإجمالي للفرد دولار أمريكي                 |                  | 38.00 ألف                                                                           |
| مؤشر التنمية البشرية                                      | 0.533            | 0.876                                                                               |
| رمز المكالمات الدولي                                      | +244             | +34                                                                                 |
| رمز الإنترنت                                              | .ao              | .es                                                                                 |
| المنطقة الزمنية                                           | ت ع م+01:00      | ت ع م+01:00، ت ع م+02:00                                                            |

## منظمات دولية مشتركة
يشترك البلدان في عضوية مجموعة من المنظمات الدولية، منها:
| علم المنظمة | اسم المنظمة                        | تاريخ انضمام أنغولا | تاريخ انضمام إسبانيا |
| ----------- | ---------------------------------- | ------------------- | -------------------- |
|             | الاتحاد الدولي للاتصالات           | 13 أكتوبر 1976      | 1866                 |
|             | منظمة حظر الأسلحة الكيميائية       | ?                   | ?                    |
|             | البنك الإفريقي للتنمية             | ?                   | ?                    |
|             | منظمة التجارة العالمية             | ?                   | ?                    |
|             | منظمة الشرطة الجنائية الدولية      | ?                   | ?                    |
|             | الأمم المتحدة                      | 1 ديسمبر 1976       | 14 ديسمبر 1955       |
|             | يونسكو                             | 11 مارس 1977        | 30 يناير 1953        |
|             | البنك الدولي للإنشاء والتعمير      | 19 سبتمبر 1989      | 15 سبتمبر 1958       |
|             | وكالة ضمان الاستثمار متعدد الأطراف | 19 سبتمبر 1989      | 29 أبريل 1988        |
|             | مؤسسة التنمية الدولية              | 19 سبتمبر 1989      | 18 أكتوبر 1960       |
|             | مؤسسة التمويل الدولية              | 19 سبتمبر 1989      | 24 مارس 1960         |
|             | الاتحاد البريدي العالمي            | ?                   | ?                    |

## أعلام
هذه قائمة لبعض الشخصيات التي تربطها علاقات بالبلدين:
- خوناس راماليو (لاعب كرة قدم إسباني، 10 يونيو 1993[19] – )
- فيرناندو بيروتيو (10 مارس 1918 – 28 نوفمبر 1978)

## وصلات خارجية
- موقع وزارة الخارجية الأنغولية
- موقع وزارة الخارجية الإسبانية